# 17795 Elysiasegal
17795 Elysiasegal è un asteroide della fascia principale. Scoperto nel 1998, presenta un'orbita caratterizzata da un semiasse maggiore pari a 2,3914335 UA e da un'eccentricità di 0,1721076, inclinata di 1,73618° rispetto all'eclittica.